# Stade Olympique l'Emyrne
Het Stade Olympique l'Emyrne is een voetbalstadion in de Malagassische stad Antananarivo. Het stadion biedt plaats aan 15.000 toeschouwers, SOE Antananarivo speelt haar thuiswedstrijden in dit stadion.